# Bahnhof Köln Messe/Deutz
Der Bahnhof Köln Messe/Deutz (bis November 2004: Bahnhof Köln-Deutz) ist ein Bahnhof der Deutschen Bahn im rechtsrheinischen Kölner Stadtteil Deutz. Der Bahnhofsvorplatz heißt hier Ottoplatz. Der Kreuzungsbahnhof mit zehn Bahnsteiggleisen gehört – wie auch der Kölner Hauptbahnhof am linken Rheinufer – zu den 21 Bahnhöfen der höchsten Preisklasse 1 von DB InfraGO.
Er ist Messebahnhof nahe der Köln-Messe und Umsteigepunkt zwischen Personenfern- (Intercity-Express) und -nahverkehr (Regionalbahn/Regional-Express sowie den S-Bahnen in Köln). Zum öffentlichen Personennahverkehr der Kölner Verkehrs-Betriebe (KVB) kann unterirdisch in den nahegelegenen U-Bahnhof Deutz/Messe der Stadtbahn Köln gewechselt werden.
Köln Messe/Deutz ist auch ein Turmbahnhof: Über den hochliegenden Teil mit den Betriebsstellen Köln Messe/Deutz und Köln Messe/Deutz Hp (für S-Bahnen) werden die Züge über die Hohenzollernbrücke zum Kölner Hauptbahnhof geführt. Im Bahnhofsteil Köln Messe/Deutz (tief) halten im Normalfall ausschließlich Fernverbindungen, welche direkt die Schnellfahrstrecke Köln–Rhein/Main befahren und den Hauptbahnhof nicht bedienen.
Eine unmittelbare Verbindung für Umsteiger zum Kölner Hauptbahnhof mittels einer Seilbahn über den Rhein ist immer wieder in der Diskussion.

## Geschichte

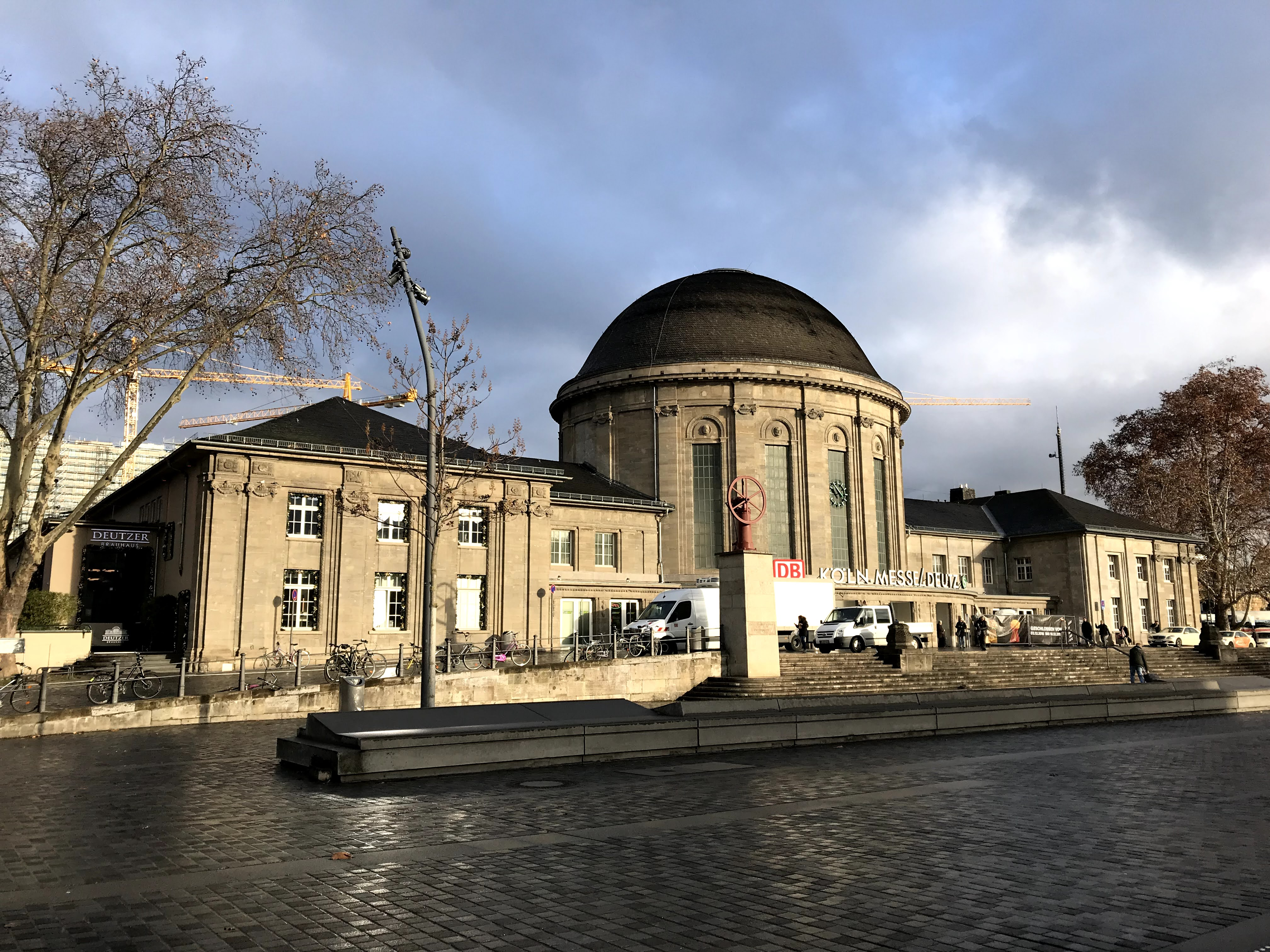
Empfangsgebäude Köln Messe/Deutz mit Vorplatzgestaltung seit 2014

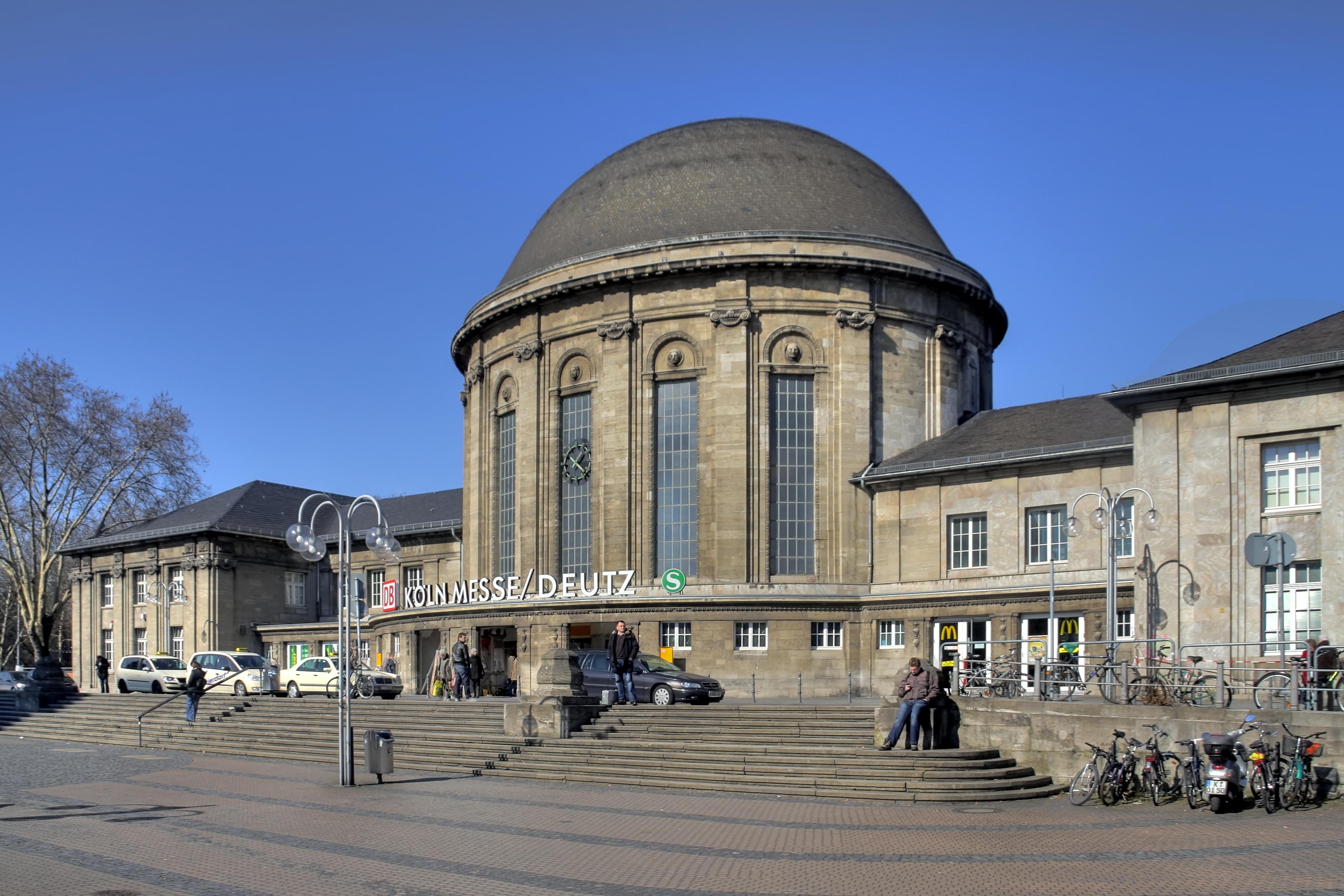
Empfangsgebäude mit ehemaligem, bis 2013 existierendem Bahnhofsvorplatz

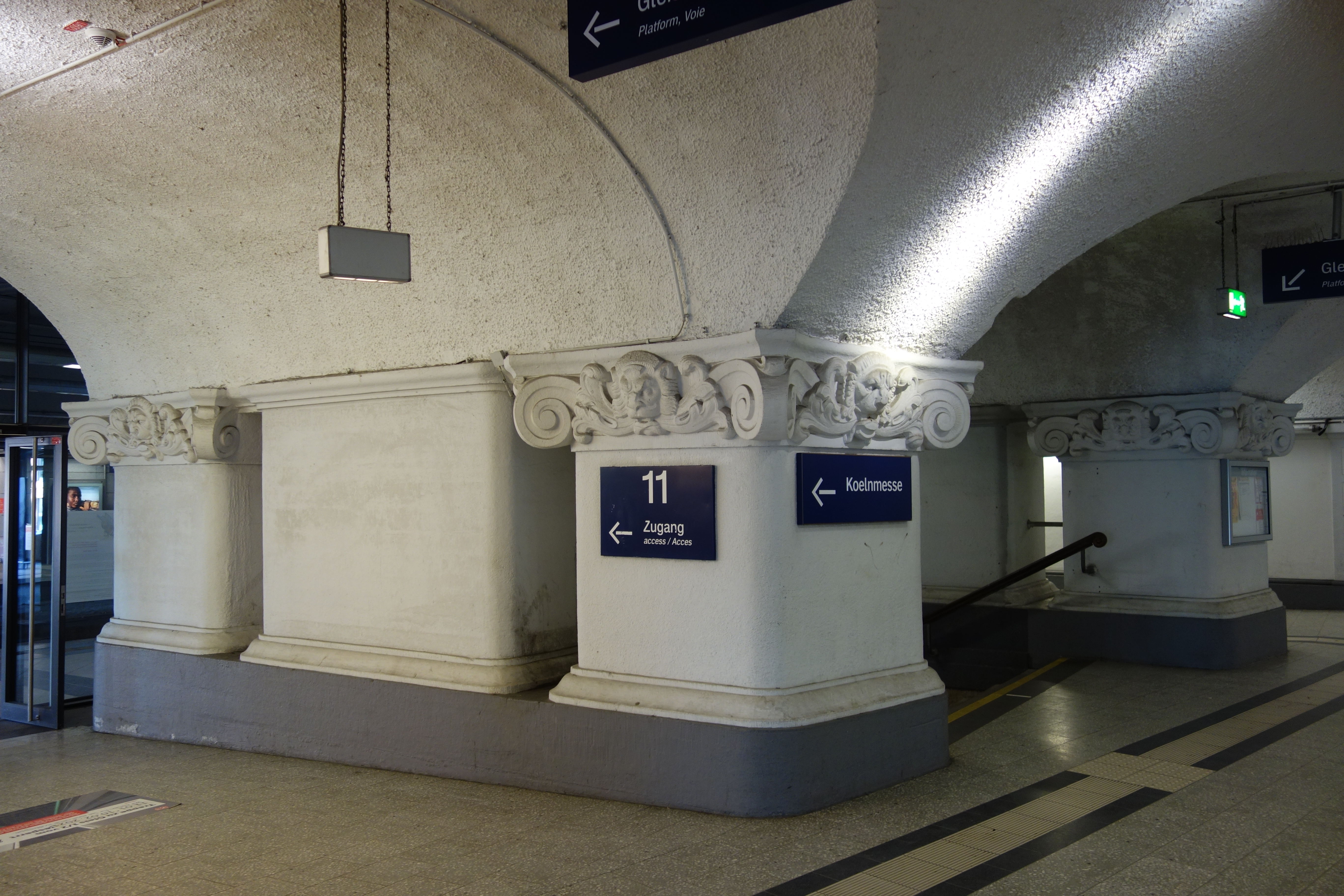
Tunnelgewölbe mit Pfeiler-Reliefs

### Vorgängerbauwerke
Der heutige Bahnhof Köln Messe/Deutz entwickelte sich ab 1845 aus mehreren Vorläufer-Konstrukten und wurde in seiner Grundstruktur am 11. November 1913 eröffnet. Er ersetzte nach und nach die vier Personen-Bahnhöfe der konkurrierenden Bahngesellschaften Köln-Mindener Eisenbahn-Gesellschaft (CME) und Bergisch-Märkische Eisenbahn-Gesellschaft (BME).
Am 20. Dezember 1845 wurde in Erwartung einer baldigen Rheinbrücke bzw. zumindest einer Dampffähre über den Rhein zum gegenüberliegenden Bahnhof Trankgasse mit Verbindung nach Aachen und Antwerpen, ein Kopfbahnhof der Köln-Mindener Eisenbahngesellschaft als Anfangspunkt der Strecke nach Düsseldorf südwestlich des heutigen Bahnhofs in Rheinnähe angelegt. Auf alten Plänen sind zusätzlich zwei durchgehende Gleise zum Rhein erkennbar. Die Strecke wurde später über Duisburg und Dortmund bis Minden weitergebaut und an eine Verbindung nach Berlin angeschlossen.
1859 wurde der Bahnhof auch Anfangspunkt der im Bau befindlichen Deutz-Gießener Eisenbahn Zugleich wurde als Verbindung rechts- und linksrheinischer Eisenbahnlinien die erste feste Brücke über den Rhein seit Römerzeiten, die Dombrücke oder im Volksmund „Muusfall“, zwischen Deutz und Köln errichtet. Die alten Bahnhofsanlagen wurden erweitert und um Durchgangsbahnsteige an der neuen Trasse ergänzt. Im Deutzer Kopfbahnhof hielten die Personenzüge, während die überregionalen Courier- und Schnellzüge weiter bis zum Kölner Centralbahnhof fuhren. Ein ursprünglich geplanter einfacher Umsteigebahnhof für die Ziele Deutz, Köln, Minden und Gießen im ebenfalls neugebauten Rangier- und Abstellbahnhof Deutzerfeld wurde nicht weiter ausgeführt.
Am 1. Oktober 1886 wurden die Bahnsteige des 1845 gebauten Köln-Mindener Kopfbahnhofs geschlossen und die Personenzüge zum Bergisch-Märkischen Bahnhof Schiffbrücke geleitet. Bis zur Umgestaltung der Deutzer Bahnanlagen, insbesondere dem Bau des Rangier- und Abstellbahnhofs Deutzerfeld zwischen 1911 und 1913, wurde der alte Kopfbahnhof hauptsächlich als Güterbahnhof genutzt.

### Neuer Deutzer Hauptbahnhof
Der neue Bahnhof nach den Plänen von Karl Biecker und Hugo Röttcher wurde 1913 eröffnet. Im selben Jahr wurden zudem dann nach der inzwischen erfolgten Verstaatlichung der Eisenbahnen (Preußische Staatseisenbahnen, PSE) auch die Bergisch-Märkischen Bahnhöfe Deutzer Feld und Schiffbrücke, zurückgebaut und deren Strecken an den neuen Deutzer Hauptbahnhof angebunden. Der ehemalige Bahnhof „Deutzer Feld“, zeitweise auch als Deutz-Nord bezeichnet, lag im Gebiet der späteren Kölner Messe (heute RTL-Gebäude), der Bahnhof Schiffbrücke, auch Brückenbahnhof genannt, am Rhein an der Schiffsbrücke nach Köln. Der Name „Deutzer Feld“ ging später auf den weiter östlich gelegenen Rangier- und Abstellbahnhof Köln-Deutzerfeld über.

### Nationalsozialismus und Zweiter Weltkrieg
Im Nationalsozialismus wurden über den Bahnhof Deutz-Tief fast alle in Köln lebenden Juden deportiert. Im Oktober 1941 fuhr der erste Transport von hier ab, der letzte bekannte wurde am 1. Oktober 1944 ins KZ Theresienstadt geschickt. Die Messehallen dienten jeweils als Sammellager.
Die im Zweiten Weltkrieg zerstörte, dreischiffige Bahnsteighalle aus Eisen und Glaselementen wurde nach dem Krieg durch Bahnsteigüberdachungen aus Beton ersetzt. Teile der Tunnelanlagen und der gesamte Bahnhofsvorplatz (Ottoplatz) sind in die Denkmalliste der Stadt Köln eingetragen.

### Ausbau zum ICE-Bahnhof

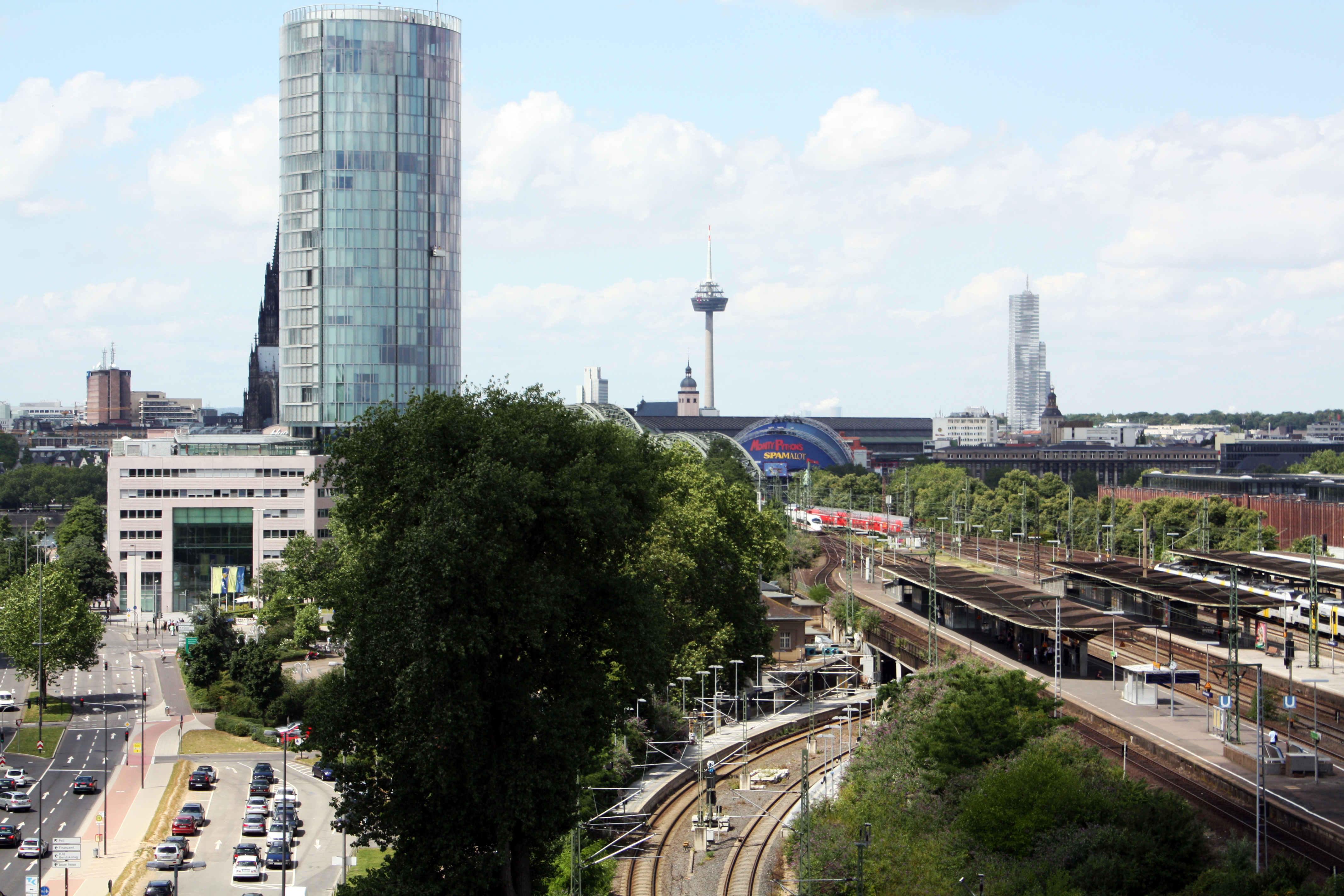
Blick nach Westen: rechts der Turmbahnhof Köln Messe/Deutz mit der unteren Einfahrt Richtung Norden. Das Hochhaus Kölntriangle verdeckt den Kölner Dom. Im Hintergrund: Fernmeldeturm Colonius (Mitte) und rechts der Kölnturm im Mediapark.

Ab 1988 entwickelte die Stadt Köln im Zuge der geplanten Schnellfahrstrecke nach Frankfurt Konzepte für die Neuordnung des ICE-Verkehrs im Raum Köln. Kernstück der Planungen war die Nutzung des Bahnhofs Köln-Deutz als ICE-Bahnhof.
Der Rat der Stadt Köln (andere Quelle: der Vorstand der Deutschen Bahn AG) beschloss 1996, den Deutzer Bahnhof zur Intercity-Express-Station auszubauen; Ende 1997 legte die Deutsche Bahn den Verlauf einiger neuer ICE-Linien der geplanten Schnellfahrstrecke Köln–Rhein/Main durch den Bahnhof Deutz fest.
Im Dezember 1997 beschloss der Vorstand der Deutschen Bahn, den Bahnhof in mehreren Stufen auszubauen.
Als sich 1998 auch die koelnmesse entschloss, ein neues Gebäude für die Verwaltung zu bauen, kam es 1999 zur Gründung einer Public Private Partnership unter Beteiligung von DB Station&Service, der Stadt und der koelnmesse.
Zu einem Mitte 1999 ausgeschriebenen internationalen Architektenwettbewerb zum ICE-Terminal Köln-Messe/Deutz wurden 57 Vorschläge eingereicht. Zu berücksichtigen waren sowohl städtebauliche wie auch verkehrliche Aspekte. Für die Endrunde wurden acht Teilnehmer ausgewählt. Das zu gestaltende Areal umfasste 22 Hektar und 150.000 Quadratmeter Nutzfläche. Zu den geplanten Maßnahmen zählte auch eine Verlängerung und Anpassung der beiden Tiefbahnsteige für ICE-Verkehr sowie der zweigleisige Ausbau der Zulaufstrecke. Eine Erweiterung auf vier ICE-Bahnsteige wurde erwogen. Geplant war ebenfalls ein 800 Meter langes, überdachtes Laufband, das den Bahnhof mit dem Kölner Hauptbahnhof verbinden sollte. Dieses von DB, der Stadt Köln und der KölnMesse gemeinsam durchgeführte Verfahren fand im Jahr 2000 seinen Abschluss. Im Oktober 2000 wurde das Planfeststellungsverfahren für den Ausbau eingeleitet. Die geplanten Kosten für das Gesamtkonzept von 140 Millionen D-Mark wurden von der Deutschen Bahn, der Stadt Köln und der Messegesellschaft aufgebracht. Ein Glasdach von 120 Metern Kantenlänge, das den gesamten Bahnhof überspannen sollte, wurde mit weiteren 40 Millionen DM kalkuliert.
Am 8. November 2001 begannen bauvorbereitende Maßnahmen für die Modernisierung der Tiefbahnsteige 11 und 12. Über die erneuerte Anlage sollte ab Betriebsaufnahme der Neubaustrecke (Dezember 2002) stündlich ein Zug pro Stunde und Richtung am Hauptbahnhof vorbeigeführt werden können. Später sollte diese Zahl auf drei bis vier gesteigert werden. In die Modernisierung der beiden Außenbahnsteige des Tiefbahnhofs und weitere Maßnahmen wurden 10,9 Millionen Euro investiert.
Der Bahnhof trug bis zum 11. Dezember 2004 den Namen Köln-Deutz, er wurde dann aber auf Bestreben der koelnmesse, deren Gelände unmittelbar am Bahnhof liegt, umbenannt. Die Kosten hierfür trug die koelnmesse, da sie sich einen Marketing-Effekt durch die Umbenennung erhoffte. Seit dem 3. November 2006 ist die Messe über den neu errichteten Südeingang direkt mit dem Bahnhof verbunden.
2009 wurde der Bahnhof aufgrund des maroden Zustandes mit der Sauren Zitrone ausgezeichnet, einem Preis für besonders misslungene Bauten, die das Stadtbild verschandeln und vom Kölner Verkehrsverein vergeben wird. Es fand danach eine umfassende Renovierung statt inklusive preisgekrönter Neugestaltung des Ottoplatzes. Für die Maßnahmen zur Barrierefreiheit siehe bei Planungen.

## Bahnanlagen

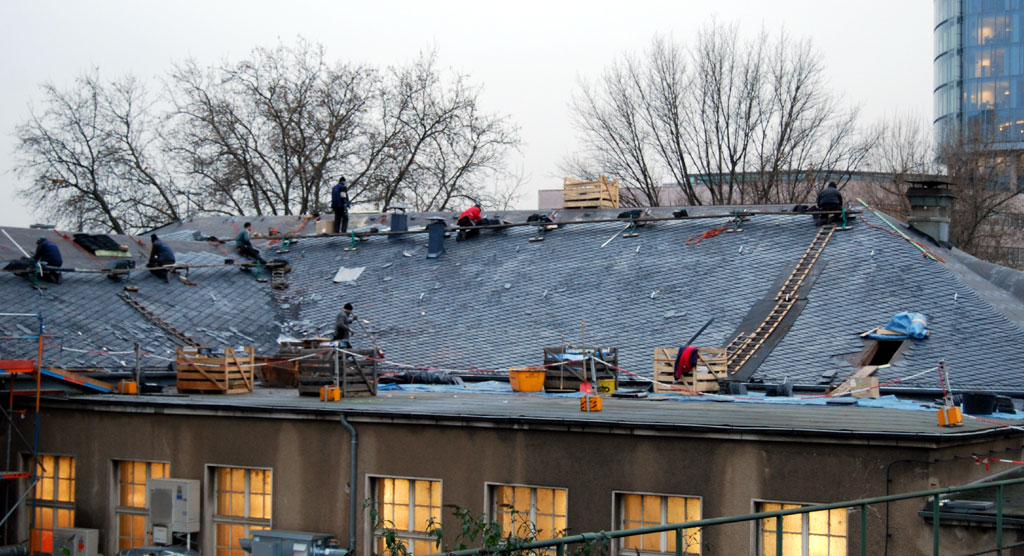
Dachdeckung des Bahnhofgebäudes mit Schiefer (2008)

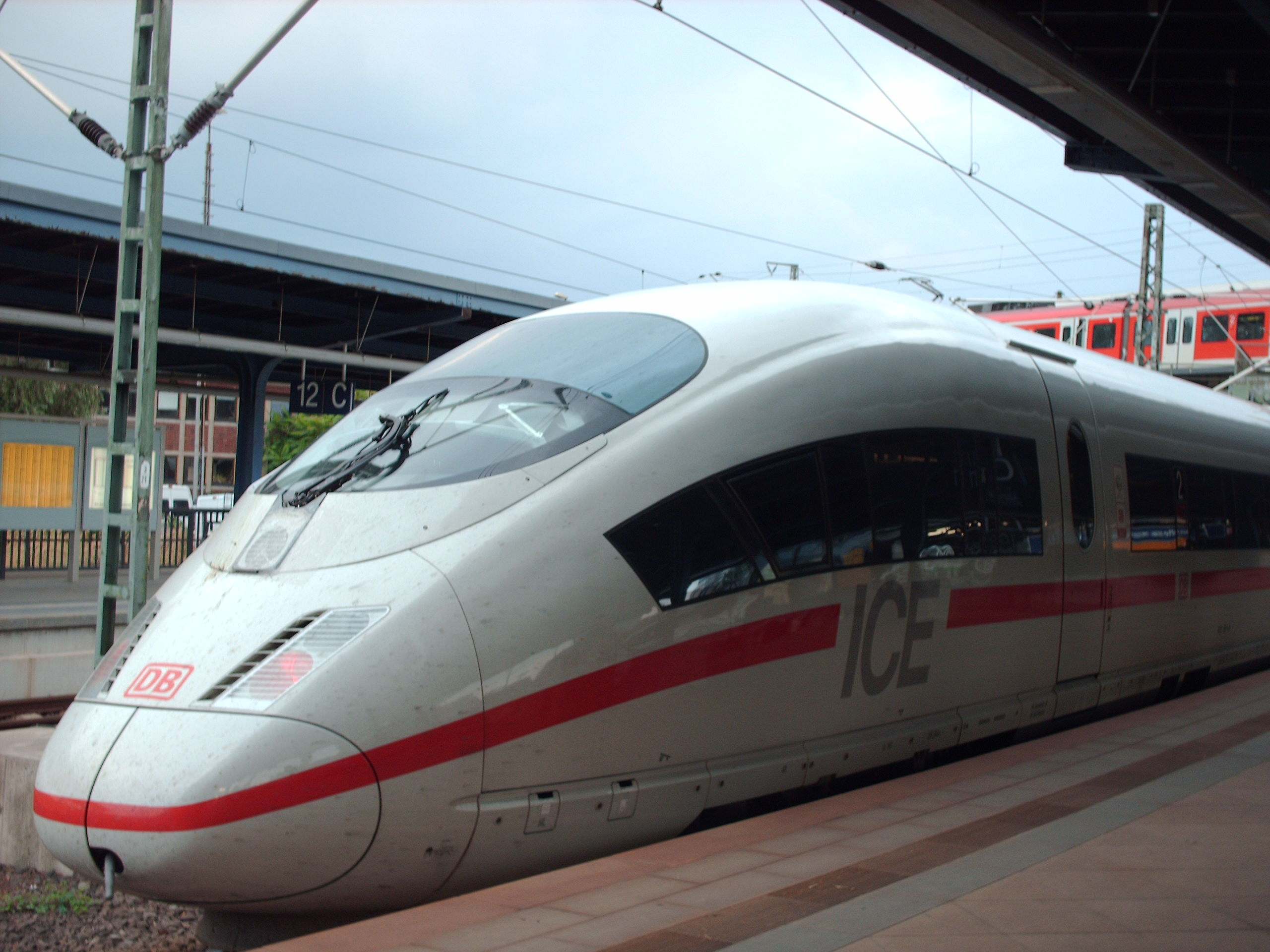
Der ICE verkehrt von Köln Messe/Deutz (tief) Richtung Süden, die S-Bahn im Hintergrund vom S-Bahn-Haltepunkt Richtung Hbf

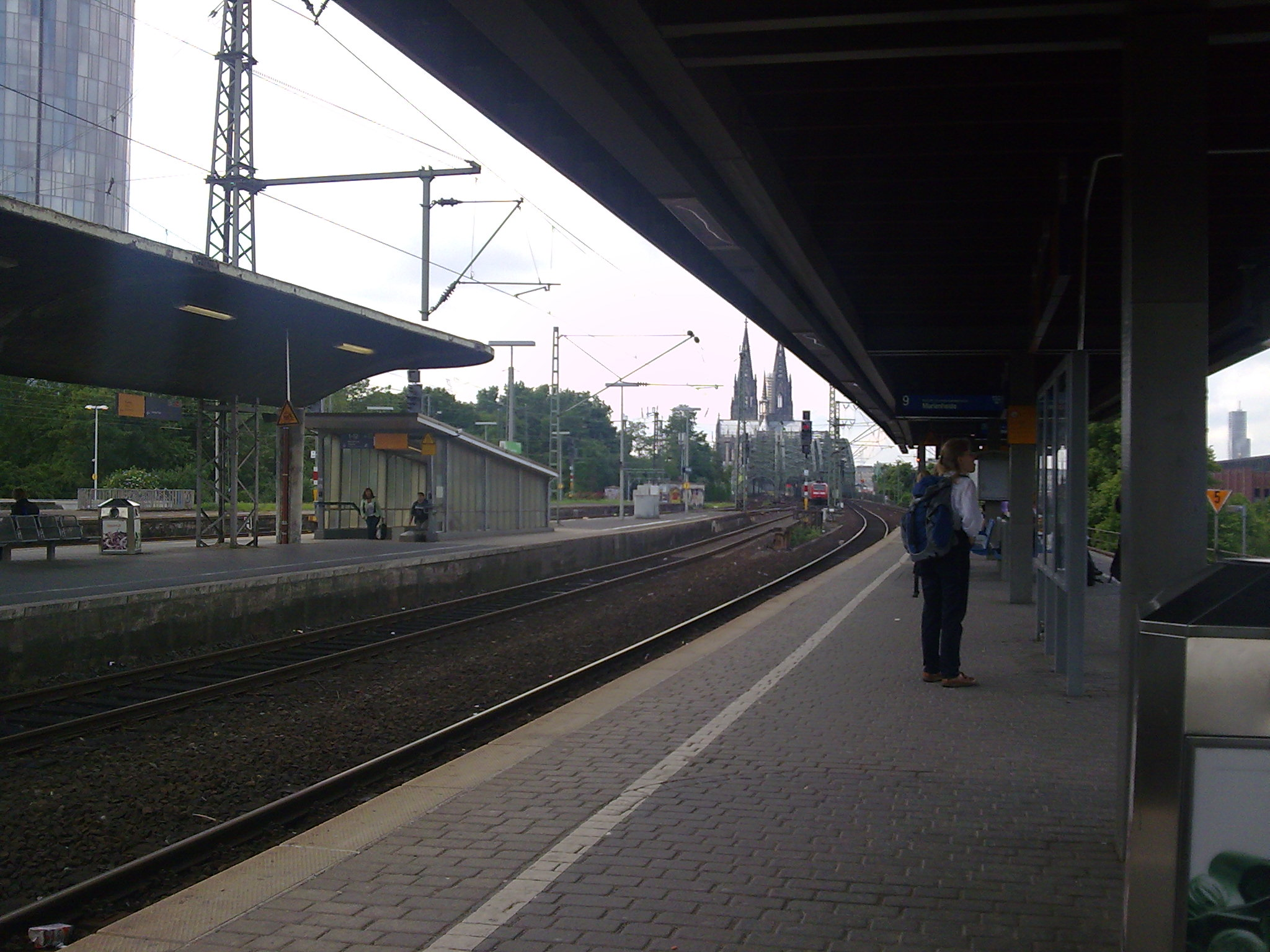
Bahnsteig der S-Bahn mit Blick zum Dom

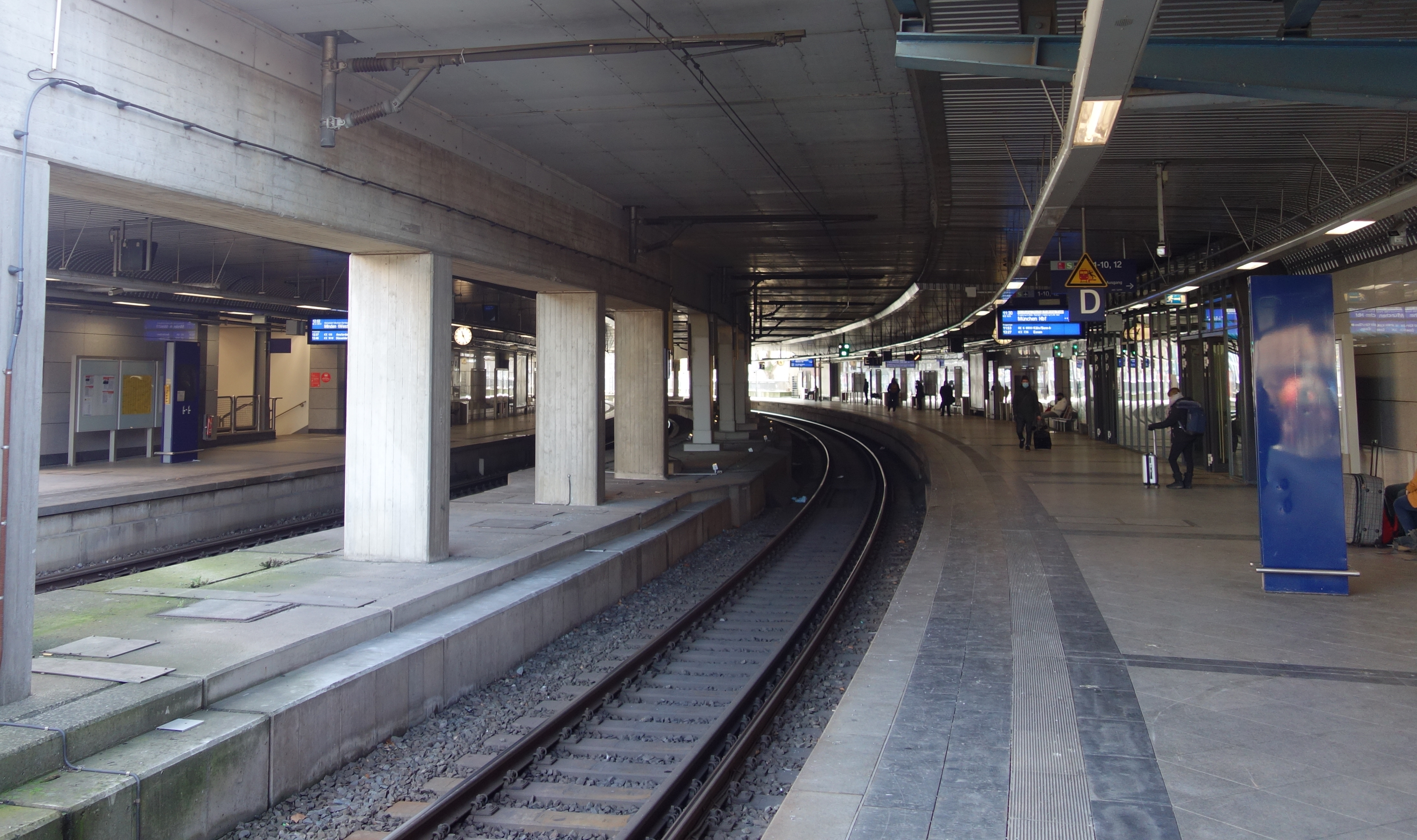
Bahnsteig Köln-Deutz Tief

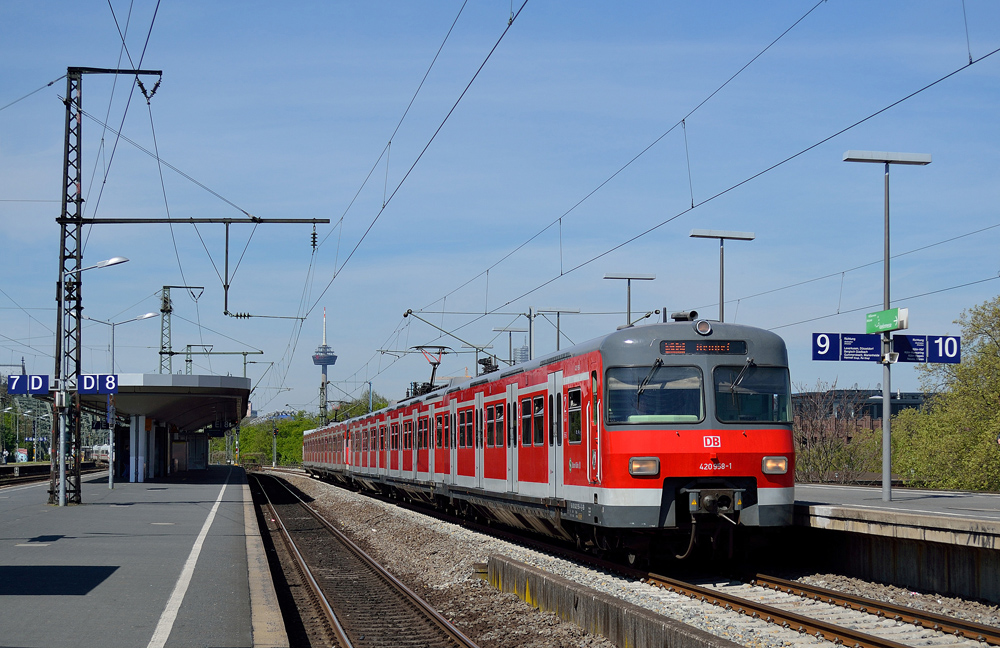
Ein Triebwagen der Baureihe 420 der S-Bahn Köln als S12 im Bahnhof Köln Messe/Deutz (Mai 2016).

Heute ist der Bahnhof nach dem Hauptbahnhof der wichtigste der Domstadt und beinhaltet drei Betriebsstellen:
Die Betriebsstelle Köln Messe/Deutz besteht aus sechs Gleisen an drei Bahnsteigen und den beiden bahnsteiglosen Durchfahrtsgleisen 3 und 6 in Hochlage.
Direkt daneben liegt ebenfalls in Hochlage die Betriebsstelle Köln Messe/Deutz Hp mit zwei S-Bahn-Gleisen an einem eigenen Bahnsteig, der im Zuge des Ausbaus der Kölner S-Bahn-Stammstrecke (1985 bis 1990) und dem damit verbundenen Neubau des dritten Brückenteils der Hohenzollernbrücke gebaut wurde. Der S-Bahn-Haltepunkt ist Bahnhofsteil von Köln Hauptbahnhof, ebenso wie die Haltepunkte Hansaring und Trimbornstraße.
Die Betriebsstelle Köln Messe/Deutz (tief) wurde beim Bau der Schnellfahrstrecke Köln–Rhein/Main komplett umgebaut. Planmäßig halten ICE-Züge der Linien 10 (Berlin–Köln/Bonn Flughafen) und 41 (Essen–München) an zwei Gleisen. Diese fahren direkt weiter nach Norden bzw. Süden ohne den Hauptbahnhof anzufahren, um das zweimalige Überfahren der Hohenzollernbrücke und einen Richtungswechsel zu sparen.
Die Zufahrt von Norden nach Köln Messe/Deutz (tief) wurde bis Dezember 2007 zweigleisig ausgebaut, die zulässige Höchstgeschwindigkeit auf 100 km/h angehoben. Um den Umbau bewerkstelligen zu können, wurde der Tiefbahnhof vom 10. Dezember 2006 bis 8. Dezember 2007 außer Betrieb genommen. Die Anbindung nach Süden bis zur Abzweigstelle Gummersbacher Straße war zunächst eingleisig und wurde Anfang des Jahres 2010 um ein zweites Gleis ergänzt.
Im Betriebsstellenverzeichnis wird der Bahnhof als KKDZ (Köln Messe/Deutz) bzw. KKDT (Köln Messe/Deutz (tief)) geführt, sowie der S-Bahn-Haltepunkt als KKDZB (Köln Messe/Deutz Hp).

## Planungen
Bei einem Bahngipfel von Bahn, Bund und Land Nordrhein-Westfalen am 31. März 2010 in Düsseldorf wurde beschlossen, dass der Bahnhof bis 2019 für 11 Millionen Euro erweitert werden soll. Die Erweiterung des Bahnhofs wurde bisher allerdings nicht realisiert. Es ist noch nicht absehbar, wann die Bauarbeiten beginnen werden. 
Im Jahre 2018 bestanden weitere Überlegungen, Fernzüge in Köln an nur noch einem Bahnhof halten zu lassen. Dabei schneidet Köln Messe/Deutz besser als der Hauptbahnhof ab, da alle im Hauptbahnhof haltenden Fernzüge durch Köln Messe/Deutz ohne Halt fahren und die Fernzüge, die Köln Messe/Deutz bedienen, alle rechtsrheinisch verkehren und damit nicht die Hohenzollernbrücke zum Hauptbahnhof nutzen müssen. Gedanken, Fernverkehr verstärkt am Bahnhof Messe/Deutz abzuwickeln, um so den Hauptbahnhof zu entlasten, werden jedoch nicht mehr verfolgt.

### Barrierefreiheit
Es ist beabsichtigt, Köln Messe/Deutz bis 2025 vollständig barrierefrei umzubauen.
In einem Beschluss des Zweckverbandes Nahverkehr Rheinland (NVR) wurde festgelegt, dass der Bahnhof Köln Messe/Deutz mit weiteren Aufzugsanlagen nachgerüstet werden soll, um einen barrierefreien Zugang zu allen Bahnsteigen zu ermöglichen (bisher sind nur die Gleise 9 bis 11 barrierefrei erreichbar). Damit auch das Gleis 12 im Tiefbahnhof barrierefrei (und ohne die bisherigen, großen Umwege aus Richtung Stadtbahntunnel) erreicht werden kann, soll zudem ein weiterer Zugang vom Stadtbahntunnel zum Bahnsteig 12 errichtet werden. Seit Mai 2020 läuft die Entwurfs- und Genehmigungsplanung. Die ersten drei neuen Aufzüge werden an den Gleisen 11 und 12 installiert. Voraussichtlich ab Frühjahr 2023 können Reisende diese benutzen. Nach deren Fertigstellung baut die DB bis 2025 drei weitere neue Aufzüge ein, beginnend an Gleis 1/2. Anschließend geht der barrierefreie Ausbau an den Gleisen 4/5 und 7/8 weiter.
Von Ende August 2020 bis Ende 2021 wurden nacheinander 19 Meter lange Fahrtreppen für je etwa eine Million Euro zu den Bahnsteigen 1/2 und 4/5 eingebaut, um die Erreichbarkeit der Bahnsteige zu erleichtern.

### Streckenausbau
Köln Messe/Deutz erhält außerdem einen zusätzlichen S-Bahnsteig mit zwei Gleisen. Die neuen Gleise 23 und 24 befahren künftig ausschließlich Züge in Richtung Köln Hauptbahnhof, die bestehenden Gleise 9 und 10 werden zu den Gleisen 21 und 22. Hier halten in Zukunft die S-Bahnen in Richtung Trimbornstraße und Köln-Mülheim. Um die betrieblichen Abläufe der S-Bahn zu optimieren, planen die Fachleute in diesem Bereich zusätzliche Weichenverbindungen.
Die Leistungsfähigkeit der S-Bahn-Gleise zwischen Hauptbahnhof und Messe/Deutz soll zusätzlich durch ETCS und Bahnsteigausbauten um 30 Prozent erhöht werden. Eine Machbarkeitsstudie, die den Ausbau der Strecke behandelt, soll bis Ende 2022 vorliegen.[veraltet] Aus Sicht der Landesregierung würde die Finanzierung dem Bund obliegen.

## Bedienung

### Fernverkehr
Im Schienenpersonenfernverkehr wird der Bahnhof Köln Messe/Deutz (Jahresfahrplan 2019) von fünf Intercity-Express-Linien bedient:
| Linie  | Linienverlauf | Takt                       |
| ------ | --- | -------------------------- |
| ICE 10 | Berlin – Hannover – Bielefeld – Hamm – Dortmund – Essen – Duisburg – Düsseldorf – Köln Messe/Deutz – Köln/Bonn Flughafen                                                                     | einzelne Züge              |
| ICE 31 | Köln – Köln Messe/Deutz – Dortmund – Münster – Bremen – Hamburg-Altona | ein Zug Montag bis Freitag |
| ICE 41 | (Dortmund –) Essen – Duisburg – Düsseldorf – Köln Messe/Deutz – Frankfurt Flughafen – Frankfurt – Würzburg – Nürnberg – München                                                              | 60 min                     |
| ICE 42 | Hamburg-Altona – Bremen – Osnabrück – Münster – Dortmund – Bochum – Essen – Duisburg – Düsseldorf – Köln Messe/Deutz – Frankfurt Flughafen – Mannheim – Stuttgart – Ulm – Augsburg – München | einzelne Züge              |
| ICE 47 | Münster/Dortmund – Essen – Duisburg – Düsseldorf – Köln Messe/Deutz – Frankfurt Flughafen – Mannheim – Stuttgart                                                                             | 120 min                    |

### Nahverkehr
Im Schienenpersonennahverkehr halten insgesamt sieben Regional-Express-, sechs Regionalbahn- und vier S-Bahn-Linien.
| Linie       | Linienverlauf | Takt | Betreiber             |
| ----------- | --- | --- | --------------------- |
| RE 1 (RRX)  | NRW-Express: Aachen Hbf – Aachen-Rothe Erde – Eilendorf (ein Zugpaar) –Stolberg (Rheinl) Hbf – Eschweiler Hbf – Langerwehe – Düren – Horrem – Köln-Ehrenfeld – Köln Hbf – Köln Messe/Deutz – Köln-Mülheim – Leverkusen Mitte – Düsseldorf-Benrath – Düsseldorf Hbf – Düsseldorf Flughafen – Duisburg Hbf – Mülheim (Ruhr) Hbf – Essen Hbf – Wattenscheid – Bochum Hbf – Dortmund Hbf – Dortmund-Scharnhorst (nicht stündlich, im Wechsel mit Nordbögge) – Dortmund-Kurl – Kamen-Methler – Kamen – Bönen-Nordbögge (nicht stündlich, im Wechsel mit Dortmund-Scharnhorst) – Hamm (Westf) Hbf Stand: Fahrplanwechsel Dezember 2023 | 60 min | NationalExpress       |
| RE 5 (RRX)  | Rhein-Express: Wesel – Friedrichsfeld (Niederrhein) (zweistdl.) – Voerde (Niederrhein) – Dinslaken – Oberhausen-Holten (zweistdl.) – Oberhausen-Sterkrade – Oberhausen Hbf – Duisburg Hbf – Düsseldorf Flughafen – Düsseldorf Hbf – Düsseldorf-Benrath – Leverkusen Mitte – Köln-Mülheim – Köln Messe/Deutz – Köln Hbf – Köln Süd – Brühl – Bonn Hbf – Bonn UN Campus – Bonn-Bad Godesberg – Oberwinter – Remagen – Sinzig (Rhein) – Bad Breisig – Andernach – Koblenz Stadtmitte – Koblenz Hbf Stand: Fahrplanwechsel Dezember 2023 | 60 min | NationalExpress       |
| RE 7        | Rhein-Münsterland-Express: Rheine – Emsdetten – Greven – Münster Hbf – Münster-Hiltrup – Drensteinfurt – Hamm (Westf) Hbf – Bönen – Unna – Holzwickede – Schwerte – Hagen Hbf – Ennepetal (Gevelsberg) – Schwelm – Wuppertal-Oberbarmen – Wuppertal Hbf – Solingen Hbf – Opladen – Köln Messe/Deutz – Köln Hbf – Dormagen – Neuss Hbf – Meerbusch-Osterath – Krefeld-Oppum – Krefeld Hbf Stand: Fahrplanwechsel Dezember 2023 | 60 min | NationalExpress       |
| RE 8        | Rhein-Erft-Express: (Mönchengladbach Hbf – Rheydt Hbf – Rheydt-Odenkirchen – Hochneukirch – Jüchen – Grevenbroich –)* Rommerskirchen – Stommeln – Pulheim – Köln-Ehrenfeld – Köln Hbf – Köln Messe/Deutz – Porz (Rhein) – Troisdorf – Friedrich-Wilhelms-Hütte – Menden (Rheinl) – Bonn-Beuel – Bonn-Oberkassel – Niederdollendorf – Königswinter – Rhöndorf – Bad Honnef (Rhein) – Unkel – Linz (Rhein) – Bad Hönningen – Rheinbrohl – Neuwied – Urmitz Rheinbrücke – Koblenz-Lützel – Koblenz Stadtmitte – Koblenz Hbf * nur werktags Stand: Fahrplanwechsel Dezember 2023 | 60 min | DB Regio              |
| RE 9        | Rhein-Sieg-Express: Aachen Hbf – Aachen-Rothe Erde – Stolberg (Rheinl) Hbf – Eschweiler Hbf – Langerwehe – Düren – Horrem – Köln-Ehrenfeld – Köln Hbf – Köln Messe/Deutz – Porz (Rhein) – Troisdorf – Siegburg/Bonn – Hennef (Sieg) – Eitorf – Herchen – (Dattenfeld –)* Schladern (Sieg) – (Rosbach (Windeck) –)* Au (Sieg) – (Etzbach –)* Wissen (Sieg) – (Niederhövels – Scheuerfeld (Sieg) –)* Betzdorf (Sieg) – Kirchen – Brachbach (– Niederschelden – Eiserfeld (Sieg))* – Siegen Hbf * Halt einzelner Züge im Nacht- und Berufsverkehr Stand: Fahrplanwechsel Dezember 2023 | 60 min | DB Regio              |
| RE 12       | Eifel-Mosel-Express: Köln Messe/Deutz – Köln Hbf – Köln Süd – (Erftstadt – Weilerswist –) Euskirchen (– Mechernich – Kall – Jünkerath – Gerolstein – Bitburg-Erdorf – Trier Hbf) (aufgrund von Hochwasserschäden längerfristig im Schienenersatzverkehr zwischen Kall und Trier Hbf) Stand: Fahrplanwechsel Dezember 2023 | einzelne Zugpaare | DB Regio              |
| RE 22 RB 22 | Eifel-Express: Köln Messe/Deutz – Köln Hbf – Köln West – Köln Süd – Erftstadt – Weilerswist – Euskirchen – Mechernich – Kall – Urft (Steinfeld) – Nettersheim – Blankenheim (Wald) – Schmidtheim – Dahlem (Eifel) – Jünkerath – Lissendorf – Oberbettingen-Hillesheim – Gerolstein (Gattungswechsel RE/RB) – Birresborn – Mürlenbach – Densborn – Usch/Zendscheid – St. Thomas – Kyllburg – Bitburg-Erdorf – Hüttingen – Philippsheim – Speicher – Auw an der Kyll – Daufenbach – Kordel – Ehrang – Pfalzel – Trier Hbf (aufgrund von Hochwasserschäden längerfristig im Schienenersatzverkehr zwischen Kall und Gerolstein) Stand: April 2023 | 60 min | DB Regio              |
| RB 24       | Eifel-Bahn: Köln Messe/Deutz – Köln Hbf – Köln West – Köln Süd – Hürth-Kalscheuren – Brühl-Kierberg – Erftstadt – Weilerswist – Weilerswist-Derkum – Euskirchen-Großbüllesheim – Euskirchen – Satzvey – Mechernich – Scheven – Kall (– Urft (Steinfeld) – Nettersheim – Blankenheim (Wald) – Schmidtheim – Dahlem (Eifel) – Jünkerath – Lissendorf – Oberbettingen-Hillesheim – Gerolstein) (aufgrund von Hochwasserschäden längerfristig im Schienenersatzverkehr zwischen Kall und Gerolstein) Stand: April 2023 | 60 min (Köln–Kall) einzelne Züge (Kall–Gerolstein)                                                                                              | DB Regio              |
| RB 25       | Oberbergische Bahn: Köln Hansaring – Köln Hbf – Köln Messe/Deutz – Köln Trimbornstraße – Köln Frankfurter Straße – Rösrath-Stümpen – Rösrath – Hoffnungsthal – Lohmar-Honrath – Overath – Engelskirchen – Ründeroth – Gummersbach-Dieringhausen – Gummersbach – Marienheide – Meinerzhagen – Kierspe – Halver-Oberbrügge – Lüdenscheid-Brügge – Lüdenscheid Stand: Fahrplanwechsel Dezember 2023 | 30 min (Köln–Gummersbach) 60 min (Gummersbach–Lüdenscheid)                                                                                      | DB Regio NRW          |
| RB 26       | MittelrheinBahn: (Köln/Bonn Flughafen –) (nur im Nachtverkehr) Köln Messe/Deutz – Köln Hbf – Köln West – Köln Süd – Hürth-Kalscheuren – Brühl – Sechtem – Roisdorf – Bonn Hbf – Bonn UN Campus – Bonn-Bad Godesberg – Bonn-Mehlem – Rolandseck – Oberwinter – Remagen – Sinzig (Rhein) – Bad Breisig – Brohl – Namedy – Andernach – Weißenthurm – Mülheim-Kärlich – Koblenz-Lützel – Koblenz Stadtmitte – Koblenz Hbf – Rhens – Spay – Boppard Hbf – Boppard-Bad Salzig – Boppard-Hirzenach – Sankt Goar – Oberwesel – Bacharach – Niederheimbach – Trechtingshausen – Bingen (Rhein) Hbf – Bingen (Rhein) Stadt – Bingen-Gaulsheim – Gau Algesheim – Ingelheim – Heidesheim (Rheinhessen) – Uhlerborn – Budenheim – Mainz-Mombach – Mainz Hbf Stand: Fahrplanwechsel Dezember 2021 | 60 min | Trans Regio           |
| RB 27       | Rhein-Erft-Bahn: Mönchengladbach Hbf – Rheydt Hbf – Rheydt-Odenkirchen – Hochneukirch – Jüchen – Grevenbroich – Rommerskirchen – Stommeln – Pulheim – Köln-Ehrenfeld – Köln Hbf – Köln Messe/Deutz – Köln/Bonn Flughafen – Troisdorf – Friedrich-Wilhelms-Hütte – Menden (Rheinl) – Bonn-Beuel – Bonn-Oberkassel – Niederdollendorf – Königswinter – Rhöndorf – Bad Honnef (Rhein) – Unkel – Erpel (Rhein) – Linz (Rhein) – Leubsdorf (Rhein) – Bad Hönningen – Rheinbrohl – Leutesdorf (Rhein) – Neuwied – Engers – Vallendar – Koblenz-Ehrenbreitstein – Koblenz Hbf Stand: Fahrplanwechsel Dezember 2023 | 60 min | DB Regio              |
| RB 38       | Erft-Bahn: Bedburg (Erft) – Glesch – Paffendorf – Zieverich – Bergheim (Erft) – Quadrath-Ichendorf – Horrem – Köln-Ehrenfeld – Köln Hbf – Köln Messe/Deutz Stand: Fahrplanwechsel Dezember 2023 | 60 min 30 min (Bedburg–Horrem wochentags) | DB Regio              |
| RB 48       | Rhein-Wupper-Bahn: Wuppertal-Oberbarmen – Wuppertal-Barmen – Wuppertal Hbf – Wuppertal-Vohwinkel – Haan-Gruiten – Haan – Solingen Hbf – Leichlingen – Opladen – Leverkusen-Manfort – Köln-Mülheim – Köln Messe/Deutz – Köln Hbf – Köln West – Köln Süd – Hürth-Kalscheuren – Brühl – Sechtem – Roisdorf – Bonn Hbf – Bonn UN Campus – Bonn-Bad Godesberg – Bonn-Mehlem Stand: Fahrplanwechsel Dezember 2021 | 30 min (W-Oberbarmen–Köln) 30 (HVZ)/60 min (Köln–Bonn Hbf) 60 min (Bonn Hbf–Bonn-Mehlem)                                                        | National Express Rail |
| S 6         | Essen Hbf – Essen Süd – E-Stadtwald – E-Hügel – E-Werden – Kettwig – Kettwig Stausee – Hösel – Ratingen Ost – D-Rath – D-Rath Mitte – D-Derendorf – D-Zoo – D-Wehrhahn – Düsseldorf Hbf – D-Volksgarten – D-Oberbilk – D-Eller Süd – D-Reisholz – D-Benrath – D-Garath – D-Hellerhof – Langenfeld-Berghausen – Langenfeld (Rheinland) – Lev.-Rheindorf – Lev.-Küppersteg – Leverkusen Mitte – Lev.-Chempark – K-Stammheim – K-Mülheim – K-Buchforst – K-Messe/Deutz – Köln Hbf – K-Hansaring – K-Nippes (– K-Geldernstr./Parkgürtel – K-Longerich – K-Volkhovener Weg – K-Chorweiler – K-Chorweiler Nord – K-Blumenberg – K-Worringen) Stand: Fahrplanwechsel Dezember 2023 | 20 min (werktags) 30 min (sonn-/feiertags, Essen–Düsseldorf auch samstags) Nippes–Worringen nur werktags 5–20 Uhr und sonn-/feiertags 11–21 Uhr | DB Regio              |
| S 11        | D-Flughafen Terminal – D-Unterrath – D-Derendorf – D-Zoo – D-Wehrhahn – Düsseldorf Hbf – D-Friedrichstadt – D-Bilk – D-Völklinger Straße – D-Hamm – NE Rheinparkcenter – NE Am Kaiser – Neuss Hbf – Neuss Süd – Norf – NE-Allerheiligen – Nievenheim – Dormagen – Dormagen-Chempark – Köln-Worringen – K-Blumenberg – K-Chorweiler Nord – K-Chorweiler – K-Volkhovener Weg – K-Longerich – K-Geldernstraße/Parkgürtel – K-Nippes – K-Hansaring – Köln Hbf – K-Messe/Deutz – K-Buchforst – K-Mülheim – K-Holweide – K-Dellbrück – Duckterath – Bergisch Gladbach Stand: Fahrplanwechsel Dezember 2023 | 20 min | DB Regio NRW          |
| S 12        | Horrem – Frechen-Königsdorf – Köln-Weiden West – Köln-Lövenich – Köln-Müngersdorf Technologiepark – Köln-Ehrenfeld – Köln Hansaring – Köln Hbf – Köln Messe/Deutz – Köln Trimbornstraße – Köln Airport Businesspark – Köln Steinstraße – Porz (Rhein) – Porz-Wahn – Spich – Troisdorf – Siegburg/Bonn – Hennef (Sieg) – Hennef Im Siegbogen – Blankenberg (Sieg) – Merten (Sieg) – Eitorf – Herchen – Dattenfeld (Sieg) – Schladern (Sieg) – Rosbach (Sieg) – Au (Sieg) Stand: Fahrplanwechsel Dezember 2023 | 20 min (Horrem–Hennef) 60 min (Hennef–Au) | DB Regio NRW          |
| S 19        | Düren – Merzenich – Buir – Sindorf – Horrem – Frechen-Königsdorf – Köln-Weiden West – Köln-Lövenich – Köln-Müngersdorf Technologiepark – Köln-Ehrenfeld – Köln Hansaring – Köln Hbf – Köln Messe/Deutz – Köln Trimbornstraße – Köln Frankfurter Straße – Köln/Bonn Flughafen – Porz-Wahn – Spich – Troisdorf – Siegburg/Bonn – Hennef (Sieg) – Hennef Im Siegbogen – (Blankenberg (Sieg) /) Merten (Sieg) – Eitorf – Herchen – Dattenfeld (Sieg) – Schladern (Sieg) – Rosbach (Sieg) – Au (Sieg) Stand: Fahrplanwechsel Dezember 2023 | 20/40 min (Horrem–Hennef) 60 min (Hennef–Au) | DB Regio NRW          |

### Stadtbahn
Die Anbindung an die Stadtbahn Köln erfolgt über die Haltestelle „Bahnhof Deutz/Messe“ (unterirdisch, Linien 1 und 9) bzw. „Bahnhof Deutz/LANXESS Arena“ (oberirdisch, Linien 3 und 4).  
| Linie | Linienverlauf | Takt   |
| ----- | --- | ------ |
| 1     | Weiden West – Junkersdorf – Rheinenergiestadion – Müngersdorf – Braunsfeld – Aachener Str./Gürtel – Moltkestraße – Rudolfplatz – Neumarkt – Heumarkt – U Bf. Deutz/Messe – U Deutz Technische Hochschule – U Kalk Post – U Kalk Kapelle – U Fuldaer Straße – U Sportpark Höhenberg – Merheim – Brück – Lustheide – Refrath – Kippekausen – Frankenforst – Neuenweg – Kölner Str. – Im Hoppenkamp – U Bensberg       | 10 min |
| 3     | Thielenbruch – Dellbrück – Holweide – Buchheim – Buchforst – Koelnmesse – Bf. Deutz/Lanxess Arena – U Severinstraße – U Poststraße – U Neumarkt – U Appellhofplatz (Breite Straße) – U Friesenplatz – U Hans-Böckler-Platz/Bahnhof West – U Piusstraße – U Körnerstraße – U Venloer Straße/Gürtel (Bf. Ehrenfeld) – U Leyendeckerstraße – U Rochusplatz – U Akazienweg – Bocklemünd – Mengenich – Görlinger-Zentrum | 10 min |
| 4     | Leverkusen-Schlebusch – Köln-Dünnwald – Höhenhaus – Mülheim Wiener Platz – Koelnmesse – Bf. Deutz/Lanxess Arena – U Severinstraße – U Poststraße – U Neumarkt – U Appellhofplatz (Breite Straße) – U Friesenplatz – U Hans-Böckler-Platz/Bahnhof West – U Piusstraße – U Körnerstraße – U Venloer Straße/Gürtel (Bf. Ehrenfeld) – U Leyendeckerstraße – U Rochusplatz – U Akazienweg – Bocklemünd                   | 10 min |
| 9     | Sülz – Zülpicher Straße/Gürtel – Universität – Dasselstraße/Bahnhof Süd – Zülpicher Platz – Neumarkt – Heumarkt – U Bf. Deutz/Messe – U Deutz Technische Hochschule – U Kalk Post – U Kalk Kapelle – U Vingst – Ostheim – Rath/Heumar – Königsforst | 10 min |

### Busverkehr
Der Busverkehr wird über drei Haltestellen abgewickelt:

Bahnhof Deutz/LANXESS arena:
| Linie | Fahrstrecke |
| ----- | --- |
| 153   | Bahnhof Deutz/LANXESS arena – Deutz – Humboldt/Gremberg – Vingst – Höhenberg – Buchheim – Bf Mülheim – Mülheim, Wiener Platz – Düsseldorfer Straße – Stammheim – Neuer Mülheimer Friedhof |
| 179   | Bahnhof Deutz/LANXESS arena – Kalk – Vingst – Neubrück nur zur HVZ in Lastrichtung |
| 196   | Bahnhof Deutz/LANXESS arena – Köln-Poll, Am Grauen Stein |

Bahnhof Deutz/Messe
| Linie | Fahrstrecke |
| ----- | --- |
| 150   | Kalk, Corintostraße – Bahnhof Deutz/Messe – Thermalbad – Mülheim, Wiener Platz – Schanzenstraße/Schauspielhaus – Schanzenstr. Nord – Bf Mülheim |

Bahnhof Deutz/Messeplatz
| Linie | Fahrstrecke |
| ----- | --- |
| 150   | Kalk, Corintostraße – Bahnhof Deutz/Messeplatz – Thermalbad – Mülheim, Wiener Platz – Schanzenstraße/Schauspielhaus – Schanzenstr. Nord – Bf Mülheim                                                           |
| SB25  | Breslauer Platz/Hbf – Heumarkt – Bahnhof Deutz/Messeplatz – Thermalbad – Mülheim, Wiener Platz – Stammheim – Flittard Süd – Chempark – Leverkusen Mitte Bf – Opladen Busbf – Leichlingen – Solingen            |
| 260   | Breslauer Platz/Hbf – Heumarkt – Bahnhof Deutz/Messeplatz – Thermalbad – Mülheim, Wiener Platz – Höhenhaus, Am Emberg – Dünnwald, Leuchterstraße – Schlebusch – Burscheid, Hilgen – Wermelskirchen – Remscheid |
| N26   | Breslauer Platz/Hbf – Heumarkt – Bahnhof Deutz/Messeplatz – Thermalbad – Mülheim, Wiener Platz – Burscheid, Hilgen – Wermelskirchen                                                                            |